# Société J. F. Cail & Cie
Pour un article plus général, voir Fives (entreprise).
La Société J. F Cail & Cie créée à Paris le 6 juin 1850 par Jean-François Cail (1804-1871) est une société industrielle française ayant produit sous le Second Empire principalement des installations de sucreries et du matériel ferroviaire (locomotives, ponts métalliques).

## Histoire

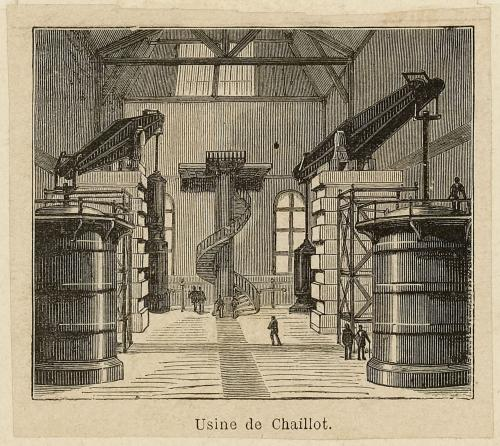
Usine Cail de Chaillot.

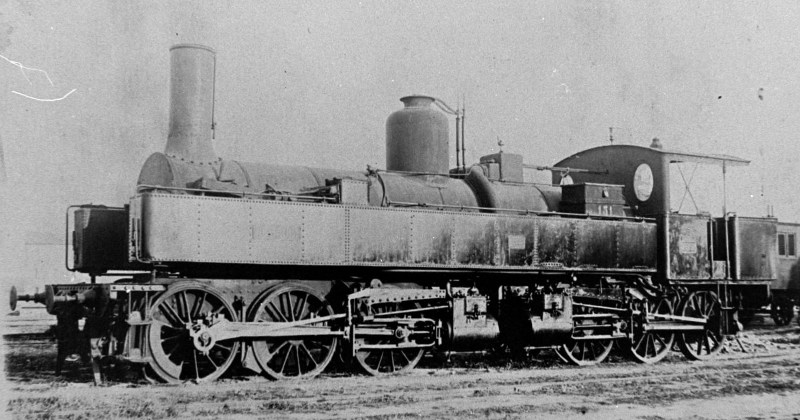
Locomotive M-151 type 030-030T système construite pour les chemins de fer de l'Hérault en 1872.

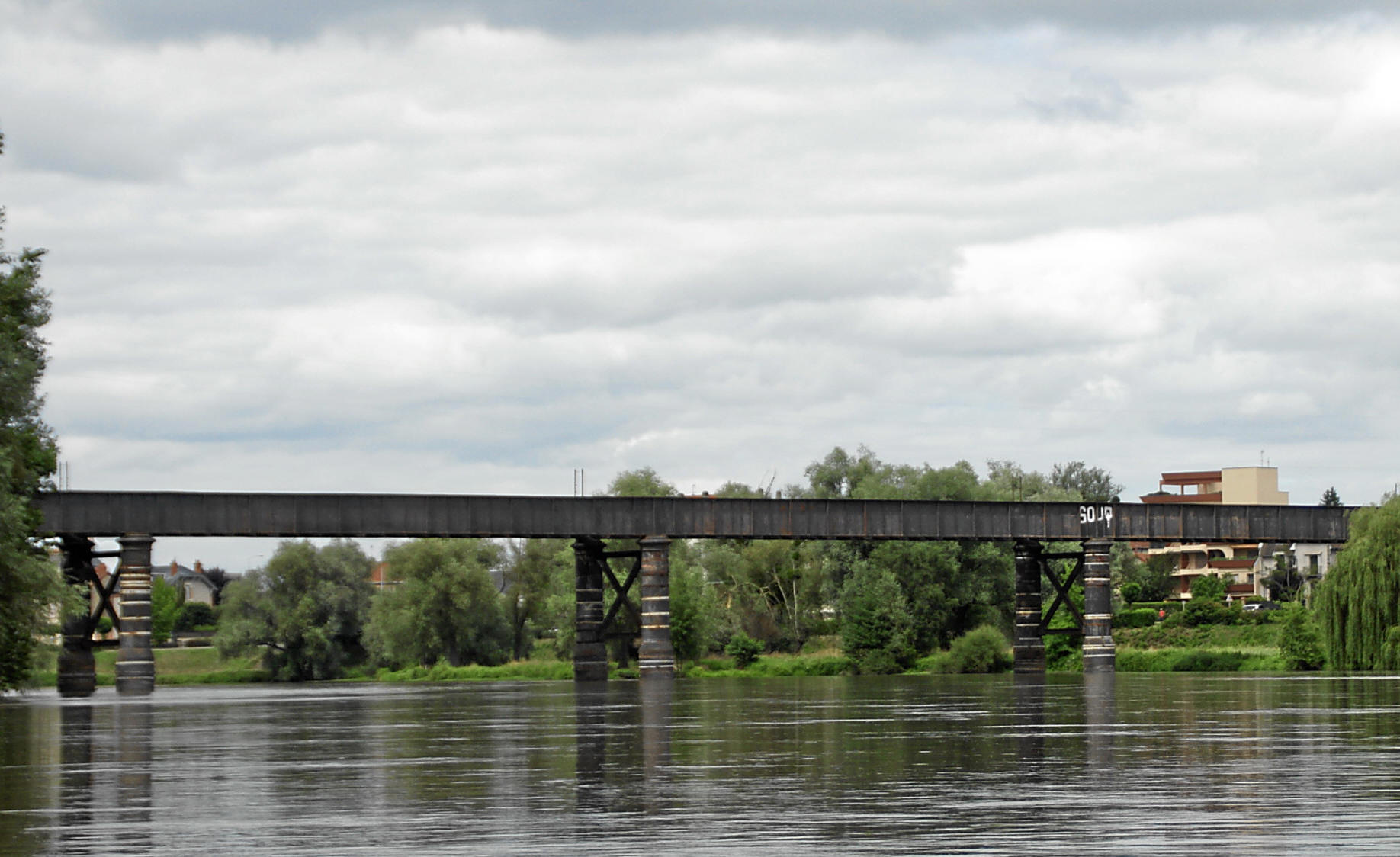
Pont de fer de Moulins franchissant l'Allier, construit en 1859 par J.F Cail & Cie.

Elle succède à la Société Ch.Derosne et Cail, alors en proie à des difficultés, à la suite de la révolution de 1848 (expérience éphémère d'autogestion ouvrière à l'usine de Grenelle et baisse des commandes due à la crise économique).
Le siège social de l'entreprise reprend celui de la société Charles Derosne et Cail dans le quartier de Chaillot, 46, quai de Billy (actuelle avenue de New York). Le capital est de 7 millions de francs. C'est alors la plus grande entreprise industrielle de Paris possédant une usine de montage de locomotives et un bureau d'études au siège dans le quartier de Chaillot et d'autres usines dans le quartier de Grenelle sur l'autre rive de la Seine, à Denain, Valenciennes, Douai et Bruxelles. L'usine de Chaillot, qui emploie près de 1 000 ouvriers, détruite par un incendie dans la nuit du 24 au 25 décembre 1865, n'est pas reconstruite, son activité étant transférée aux ateliers de Grenelle.
En septembre 1861, la Société J.F Cail & Cie passe un accord de coopération avec la nouvelle Société Parent, Schaken, Caillet et Cie, devenant deux mois plus tard Participation JF Cail, Parent, Schaken, Houel et Caillet, Paris et Fives-Lille (future société Fives-Lille). Cet accord expire en janvier 1870.
En 1870, la Société J.F Cail est en liquidation. La Nouvelle Société J.F Cail la remplace. Son fondateur Jean-François Cail meurt l'année suivante.
La Société J.F Cail & Cie disparaît en 1883, remplacée par la Société anonyme des Anciens Établissements Cail.

## Activité
La Société J.F Cail & Cie fabrique des locomotives (2 360 entre 1845 et 1889 dont la fameuse Crampton), des ponts comme le pont d'Arcole, l’ascenseur du troisième étage de la tour Eiffel, le théâtre des Bouffes-du-Nord, la charpente métallique de la gare du Musée d'Orsay, etc.

## Dans la culture

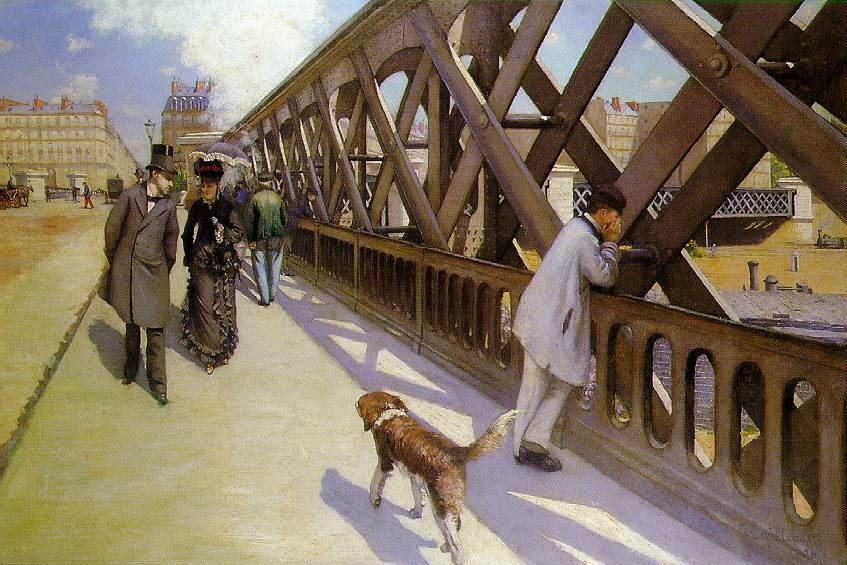
Le Pont de l'Europe (vers 1875) de Gustave Caillebotte.

La société est citée dans différents romans de Jules Verne  dont Vingt Mille Lieues sous les mers, où le capitaine Némo explique que les réservoirs du Nautilus ont été fabriqués par Cail et Cie, Le Chancellor où des moulins à force centrifuge produits par Cail équipent une usine hydraulique en Caroline du Sud ou Sans dessus dessous.
Paul Gauguin (1848-1903), dans ses œuvres de jeunesse, peindra deux tableaux Les usines Cail et le quai de Grenelle (1875) et Le Pont roulant au bord de la Seine, avec à l’arrière-plan les usines Cail et le quai de Grenelle, dans une série de peintures réalisées aux abords de son domicile, au 54 rue de Chaillot à Paris.
Le Pont de l'Europe est une peinture de Gustave Caillebotte évoquant le pont construit par J.F Cail & Cie et Fives-Lille.